# Фора (сеть магазинов)
«Фора» — основанная в 2002 году крупная украинская сеть супермаркетов. Является частью торгово-промышленной группы Fozzy Group.
Сеть «Фора» в 2024 году насчитывала 276 магазинов (в том числе ≈170 в киевской агломерации) в 8 областях Украины, средней площадью 369 м2 формата «минимаркет» или «магазин у дома», работающих в низком и среднем ценовом сегменте. Также существует 6 площадок формата «Эксклюзив». Абсолютное большинство магазинов этой сети располагаются в помещениях бывших советских гастрономов на первом этаже жилых домов.
Сеть находится в таких регионах: Киев, Винницкая область, Житомирская область, Киевская область, Полтавская область, Сумская область, Хмельницкая область, Черкасская область, Черниговская область. Больше магазинов в Киеве и Киевской области. На все остальные области приходится всего 19 магазинов. В Полтавской, Сумской, Черкасской и Хмельницкой областях работает по 1 магазину.

## История
В декабре 2002 года состоялось открытие первого магазина в Киеве.
В ноябре 2013 года «Фора» начала ребрендинг, а именно начала открывать магазины в новом стиле. Первым стал магазин в Киеве по улице Энтузиастов 37.
В июле-августе 2016 года ОО "Фундация.101" провела мониторинг качества пищевых продуктов в супермаркетах Украины. Мониторинг осуществлялся волонтерами, пожелавшими принять участие в проекте. За период исследования было совершено 447 мониторинговых визитов в супермаркеты из разных сетей и отправлено такое же количество онлайн-отчетов. В опубликованном антирейтинге сеть «Фора» заняла второе место после «Сильпо»: факты продажи испорченных мясных изделий фиксировались в 51% случаев, а в случае просроченных товаров было 48%.
В мае 2017 года сеть «Фора» начала открывать премиальные супермаркеты Favore, первым стал супермаркет в пгт Козин по адресу ул. Обуховское шоссе, 39. Эти премиальные супермаркеты отличаются тем, что там продают деликатесы из разных уголков мира (например, испанский хамон, швейцарский шоколад, итальянскую пасту), натуральные фермерские продукты, вина среднего и премиального ценовых сегментов (профессиональные сомелье). В своей пекарне Favore выпекаются хлеб, воздушные багеты, чиабатта, рулеты, пироги и пицца.
В 2017-2018 сеть супермаркетов «Фора» участвовала в благотворительной кампании «Сердце бьется благодаря вам…» (укр. Серце б'ється завдяки вам…) целью которой было собрать средства для проведения операций детям с врожденными пороками сердца. Первая волна благотворительного проекта проходила с 15 сентября по 23 октября 2017, а вторая с 15 марта по 15 апреля. В сентябре 2018 года сеть участвовала в благотворительной акции «Лапа Помощи» (укр. Лапа Допомоги), во время которой 1 гривна с каждой приобретенной в сети упаковки корма для животных перечислялась в помощь приюту «Сириус».
В 2022 году из-за вторжения России в Украину сеть была вынужденна закрыть 9 магазинов в 1 магазин в Бородянке, 3 магазина в Гостомеле, 2 магазина в Ирпене, 2 магазина в Киеве и 1 магазин в Софиевской Борщаговке.
| Год  | Число магазинов | Персонал |
| ---- | --------------- | -------- |
| 2002 | 2               |          |
| 2006 | 61              | 1 716    |
| 2010 | 134             | 3 515    |
| 2014 | 212             | 5 166    |
| 2018 | 240             | 6 676    |

## Галерея

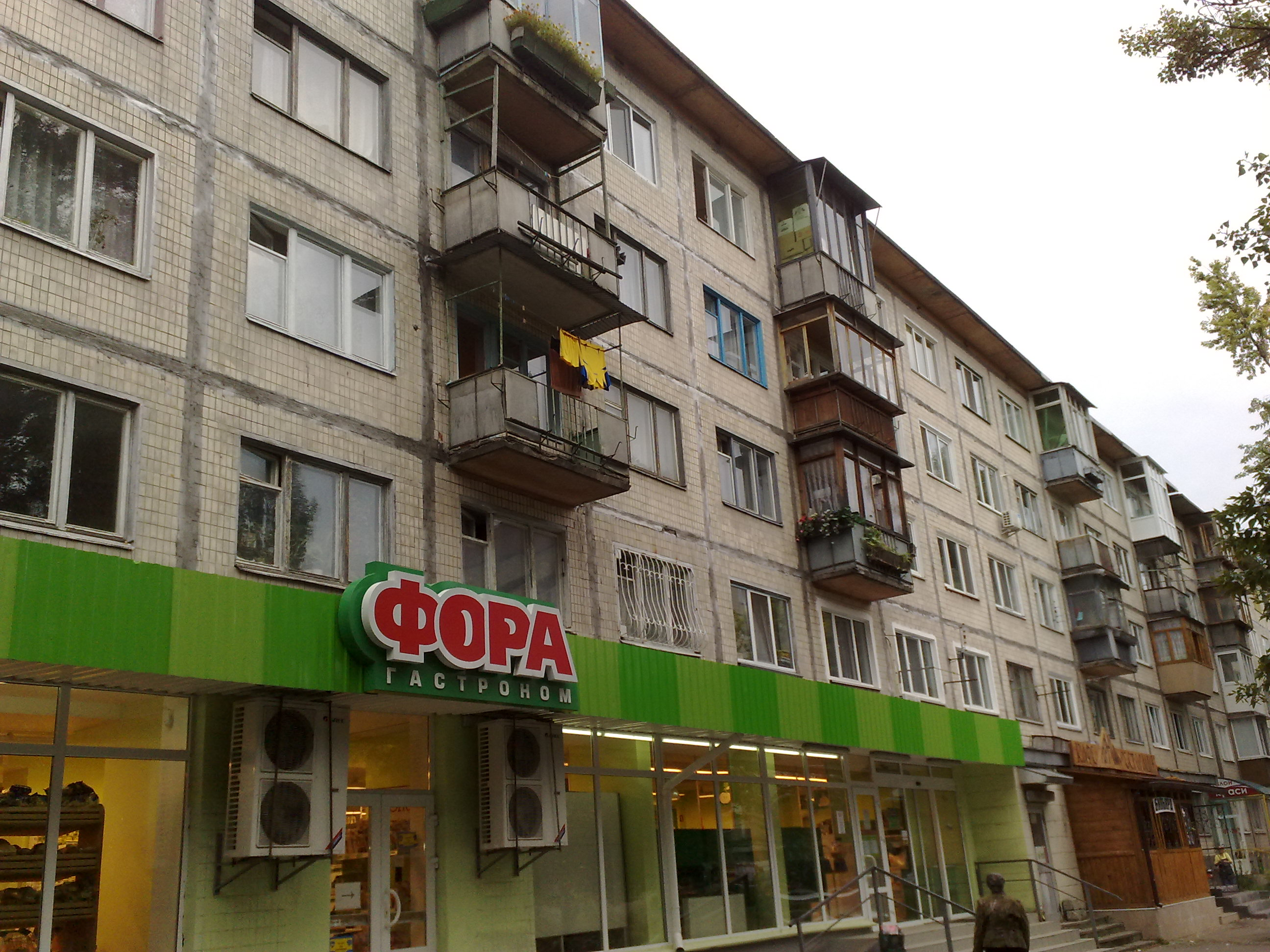
Магазин (до ребрендинга) в Соломенском районе Киева
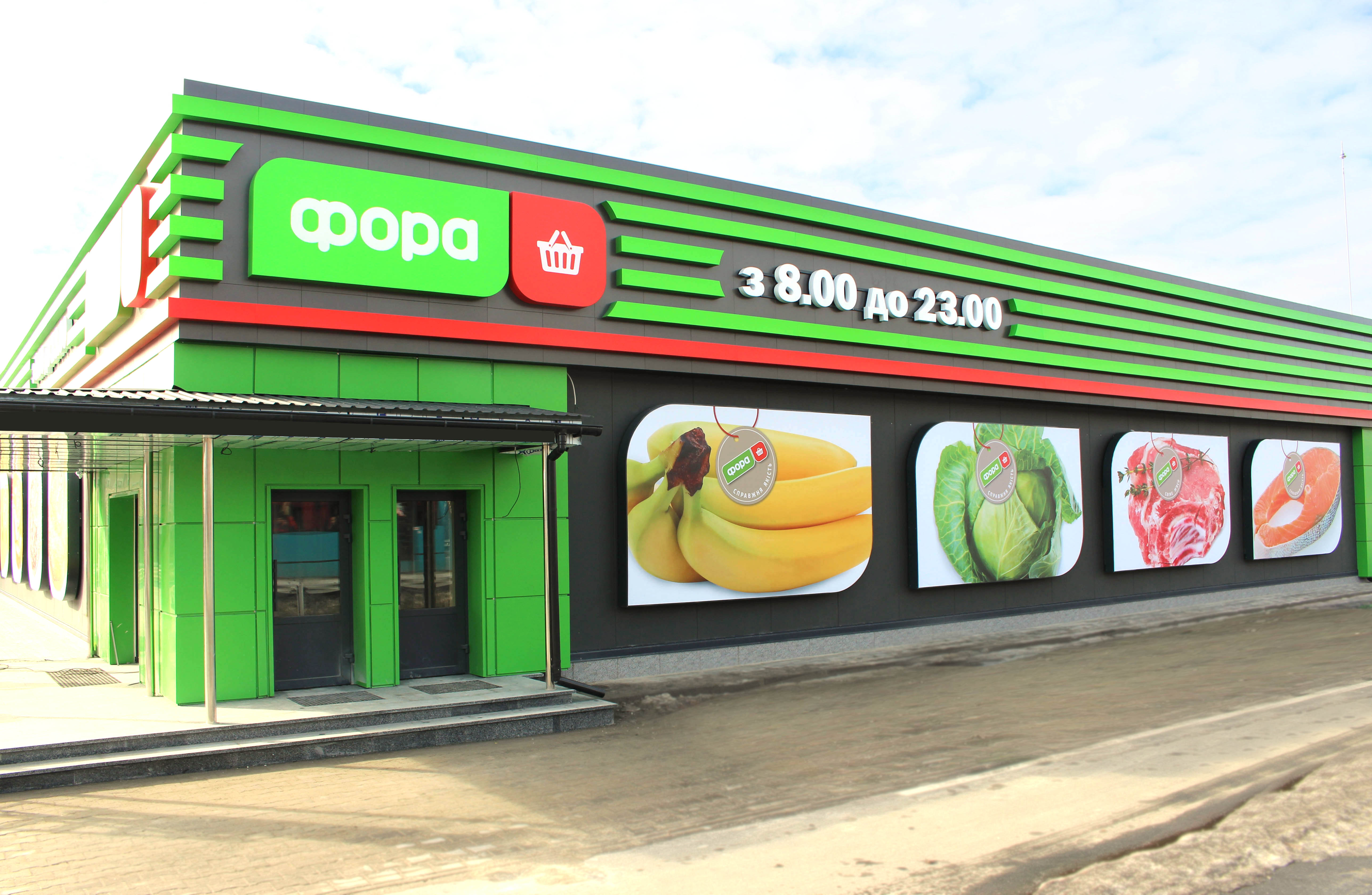
Магазин после ребрендинга
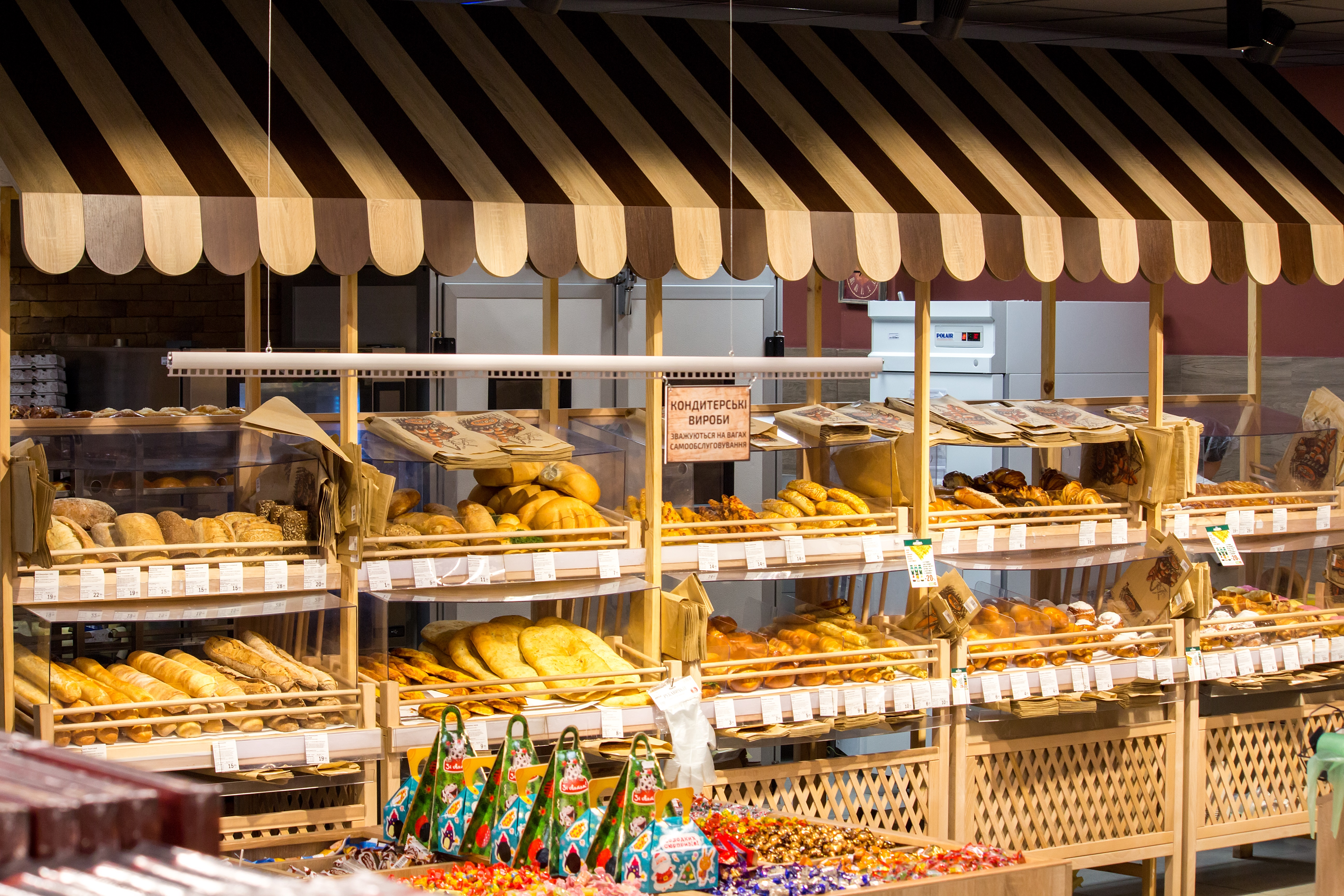
Интерьер магазина после ребрендинга
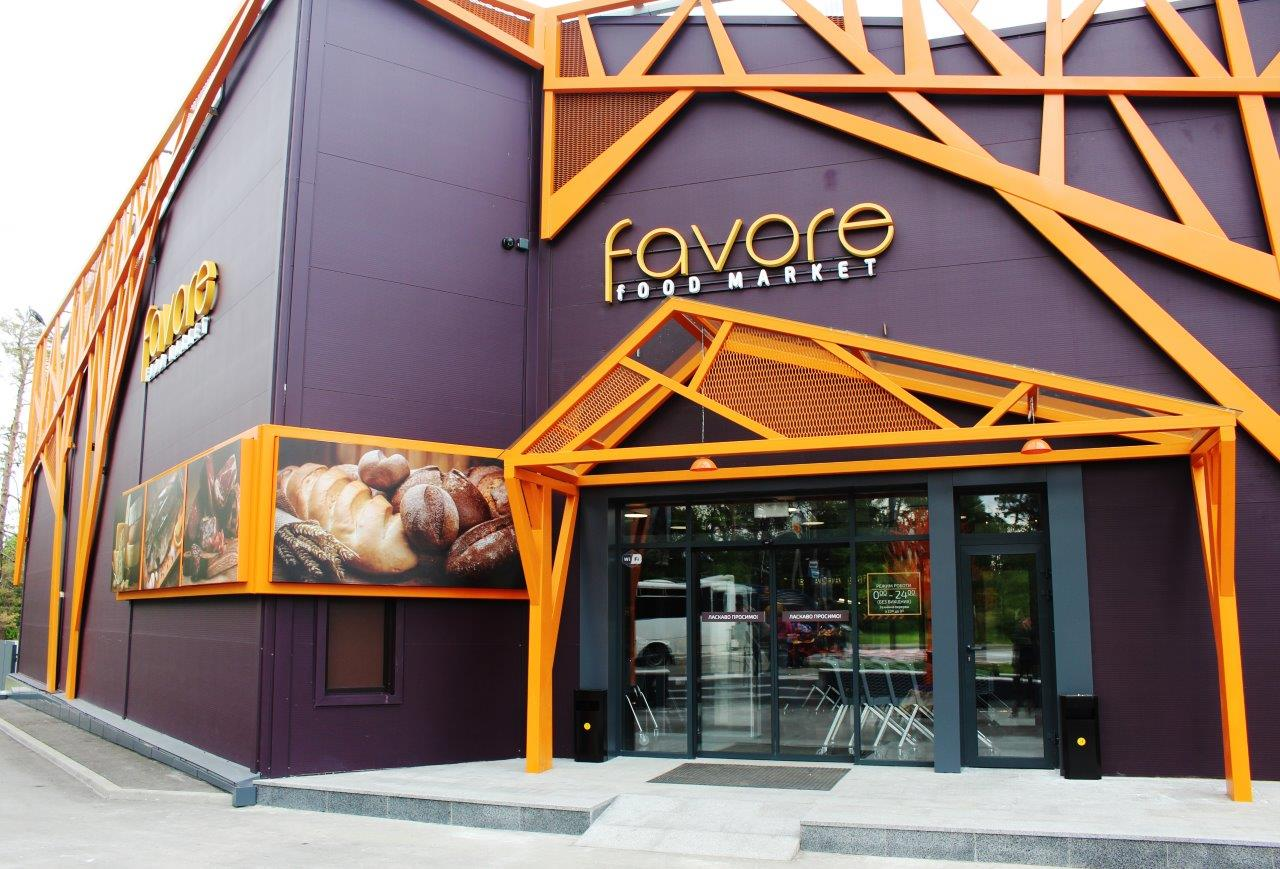
Премиальный супермаркет снаружи
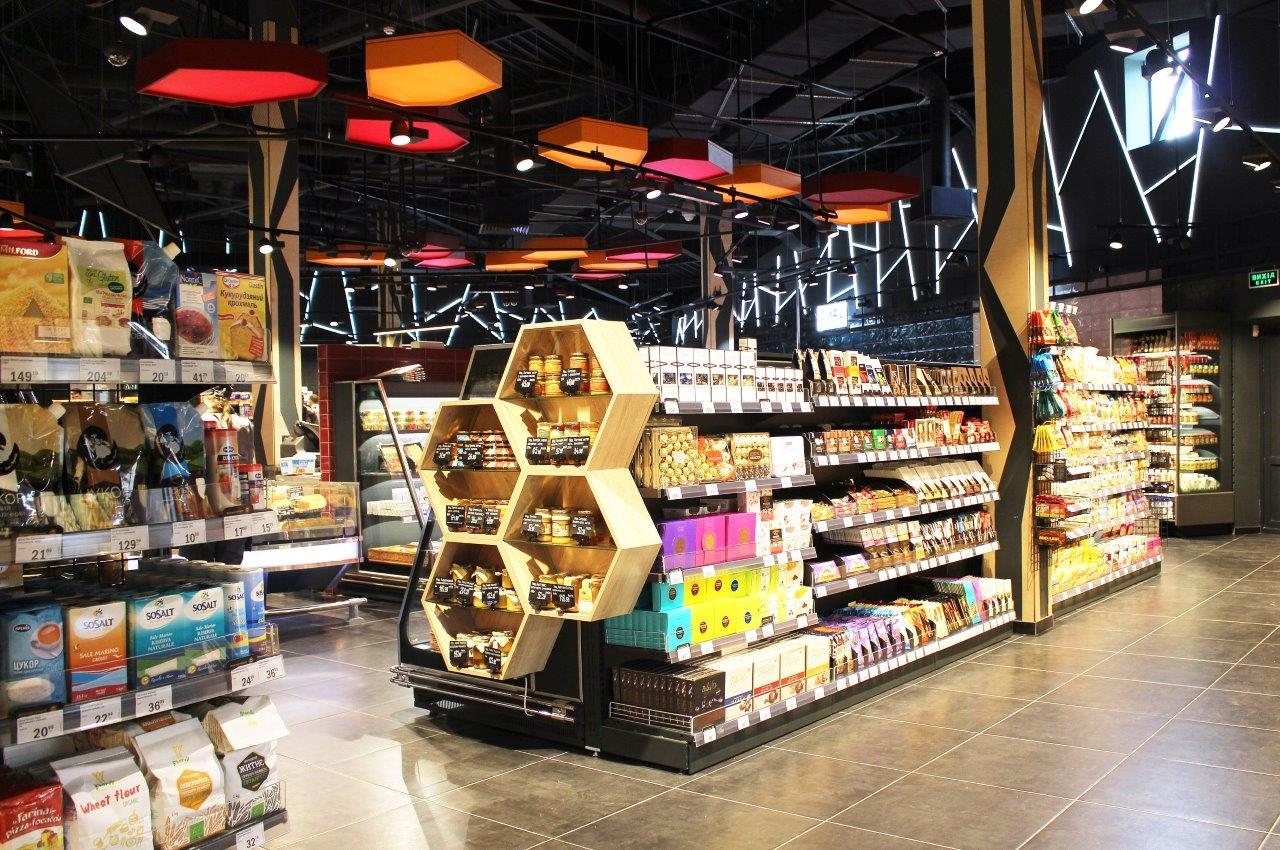
Выпечка в интерьере премиального супермаркета
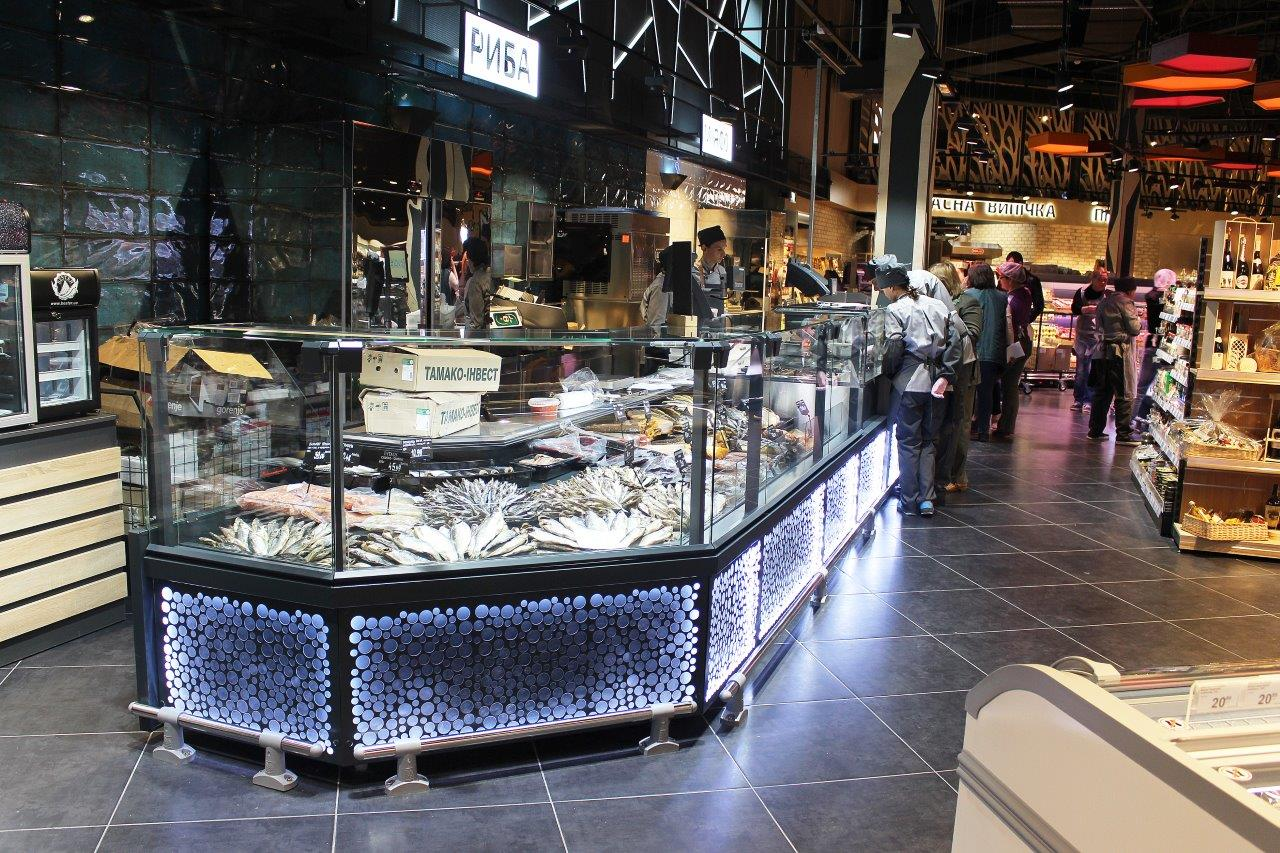
Кулинария в интерьере премиального супермаркета

## Награды
- В 2015 году «Фора» получила награду Retail Awards 2015 «Выбор потребителя» и стала лучшей сетью магазинов формата «у дома»[5].

- В 2017 году сеть вошла в реестр «Лучших поставщиков товаров и услуг» и получила награду «ВЫБОР ПОТРЕБИТЕЛЯ 2017»[6].